# (843) Николая
(843) Николая (лат. Nicolaia) — малоизвестный астероид главного пояса астероидов, открытый 30 сентября 1916 года американским астрономом датского происхождения Х. Тиле в гамбургской обсерватории и назван в честь математика и астронома Торвальда Николая Тиле, отца первооткрывателя.

Астероид мало изучен, так как был потерян в течение 65 лет. В 1981 году на основе фотопластинок, полученных при наблюдений астероида в 1916 году, а также пластинок безрезультатных наблюдений областей неба, где астероид должен был наблюдаться в последующие промежутки времени, Луцем Шмаделем в Гейдельбергском университете были пересмотрены и уточнены параметры орбиты астероида. С новыми параметрами астероид снова наблюдался в обсерватории Ла-Силья в Чили